# Salto Dupí
Salto Dupí è un comune (corregimiento) della Repubblica di Panama situato nel distretto di Mironó, comarca di Ngäbe-Buglé. Si estende su una superficie di 27,5 km² e conta una popolazione di 2.672 abitanti (censimento 2010).